# 卡特尔
卡特尔（法語：Cartel），或称垄断联盟、垄断利益集团、企业联合、同业联盟、行业联合会等等，是一种壟斷集团，很容易發生在少數資源被數個企業完全掌握的情況下，為了避免過度競爭導致的整體利益下跌，由一系列生产类似产品的企业组成的联盟，是卡特爾垄断组织的一种表现形式。通过某些协议或规定，甚至單靠共識来控制该产品的产量和价格，但联盟的各个企业在生产、经营、财务上仍旧独立，这些情况造成了卡特尔不稳定的本质。
例如，一个国家的钢铁工业协会，负责统一谈判进口铁矿石的价格与数量的“长期采购协议”，这是一种行业的采购卡特尔。例如，欧佩克是部分石油出口国统一协调产品与售价的卡特尔。

## 分析
人类历史上第一个影响力遍及全球的卡特尔是太阳神卡特尔，成立于1924年12月23日，成员包括了德国的欧司朗、荷兰的飞利浦、法国电灯公司，以及美国的通用电气。主要手段是通过人为降低灯泡的寿命和通过专利授权的生产指标额度控制。
由于各协约成员对利益的追逐不可能对协议满意，所以协议的持久性和可执行性都会受到挑战。这种垄断形势除了要面对可能的法律制裁外，还要面对来自联盟内部的危机。OPEC被认为是具有卡特尔性质的组织，虽然其组成成员是国家这个经济体。但是这个组织协调运作优异，组织成员各方可以从中收益。虽然也有OPEC组织成员出于个体特殊的利益需要违反协议，但规模较小，不足以影响整体的稳定性。部分持有稀有礦產的公司們也會因為集中大量資源而自願組成聯盟哄抬價格、少數持有先進航空發動機技術的公司如波音與空中客车也是壟斷了全球的民用航空器市場，儘管處於分離競爭狀態，但為了保證市場所能攫取的利潤，雙方對於降低或抬高價格都有一定的默契。
除了公司為組成成員外，第三世界的原料國家，也如OPEC一般，形成各種以國家為主成成員的國際卡特爾。
謝清海於2019年7月把當時香港經濟出現地產霸權，並把之和卡特爾比較。